# Kreuzberg (Gemeinde Breitenstein)
Kreuzberg ist ein Ortsteil der Gemeinde Breitenstein in Niederösterreich.
Der Ortsteil Kreuzberg befindet sich nördlich von Breitenstein um die Hänge des 1084 m ü. A. hohen Kreuzberges. In der angrenzenden Gemeinde Payerbach gibt es ebenfalls eine Katastralgemeinde mit dem Namen Kreuzberg. 